# Кардинал (риба)
Вижте пояснителната страница за други значения на Кардинал.
Кардинал (Tanichthys albonubes) е риба от семейство шаранови, която се среща в Китай и достига големина от 4 до 6 сантиметра. Открита е през 1930 г.

## Общи сведения
Рибите кардинал са разпространени в ручеите с бистро течение, близо до Гуанджоу в Китай
(D 2/5, А 2-3/7-8, ll 29-33). Тялото им е изтеглено, стройно, леко сплескано отстрани в предната част. Устата е горна. Гърбът е тъмнокафяв със зеленикав оттенък, страните са кафяви, а коремът е сребристобял. По средата на тялото от муцуната до „C“ минават две допиращи се ивици. Горната е тясна, златиста, долната е широка, тъмнокафява, която завършва при „С“ с черно петно. „С“ по средата е червен. Останалите плавници са жълтеникави с червени кантове. Те са мирни, подвижни, стадни риби, придържат се към всички слоеве на водата.
При младите екземпляри отстрани се появява блестяща синя ивица, която изчезва при полова зрялост (дължина на рибите 2 – 3 см). Поради тази ивица те понякога са наричани „бял облак“. Самецът е по-строен от самката, но и по-малък.
Може да се отглеждат в общ аквариум, със засадени или плаващи растения.
Водата трябва да е с температура 18 – 25 °С, dH 4 – 20°, pH 6 – 8. Храна: жива, заместители. Размножаването става както в общ, така и в размножителен аквариум. Слага се група риби с преобладаване на самките. Хвърлянето трае 2 – 4 седмици, като самката всеки ден хвърля по няколко зърна. Рибите не закачат хайвера и малките. Инкубационният период е 2 – 3 денонощия, малките започват да плуват след 2 – 3 денонощия. Стартова храна: „жива прах“ (инфузории, ротатории). Малките трябва да се сортират по размер — канибализъм. Половата зрялост настъпва след 4 месеца.

## Разпространение
В природата кардиналът обитава реките в Южен Китай. Дивите кардинали се размножават през пролетта или началото на лятото. Женската снася около 300 хайверни зрънца. Младите достигат полова зрялост на 4-месечна възраст.